# 유기수 (1941년)
유기수(1941년 12월 3일~)는 대한민국의 정치인이다. 제13대 국회의원을 지냈다.

## 역대 선거 결과
|  | 29.59% |

|  | 23.45% |